# Mario Tennis Aces
Mario Tennis Aces — спортивна гра 2018 року, розроблена Camelot Software Planning та видана Nintendo для Nintendo Switch. Гра є частиною серії Mario Tennis та була продана накладом понад 4,50 мільйона копій до 31 грудня 2022 року, що робить її однією з найпопулярніших ігор на Switch. Гра отримала загалом схвальні відгуки критиків.